# Yakrenovo
Yakrenovo (en macédonien Јакреново) est un village du centre de la Macédoine du Nord, situé dans la municipalité de Krouchevo. Le village comptait 256 habitants en 2002.

## Démographie
Lors du recensement de 2002, le village comptait :
- Albanais : 100
- Turcs : 59
- Bosniaques : 51
- Autres : 2